# Curticoelotes hiradoensis
Espèce
Synonymes
- Coelotes hiradoensis Okumura & Ono, 2006

Curticoelotes hiradoensis est une espèce d'araignées aranéomorphes de la famille des Agelenidae.

## Distribution
Cette espèce est endémique de la préfecture de Nagasaki au Japon,. Elle se rencontre sur Hirado et Uku.

## Description
Le mâle holotype mesure 6,3 mm et la femelle paratype 5,7 mm.
Les mâles mesurent de 5,5 à 6,5 mm et les femelles de 6,0 à 7,5 mm.

## Systématique et taxinomie
Cette espèce a été décrite sous le protonyme Coelotes hiradoensis par Okumura et Ono en 2006. Elle est placée dans le genre Curticoelotes par Okumura en 2020.

## Publication originale
- Okumura & Ono, 2006 : « Two new species and a new synonymy of the subfamily Coelotinae (Araneae: Amaurobiidae) from Kyushu, Japan. » Acta Arachnologica, vol. 55, p. 51-58.